# Swedish Open
Lo Swedish Open è un torneo ATP Tour 250. Noto anche come Nordea Open e precedentemente come SkiStar Swedish Open, è un torneo di tennis professionistico sia maschile che femminile che si gioca su campi in terra rossa a Båstad, in Svezia. È stato votato dai tennisti come miglior torneo di categoria per ben 11 volte, ininterrottamente dal 2002 al 2012 ( quell'anno anche come miglior torneo femminile di categoria). Dal 2019 il torneo femminile, che dal 2009 al 2017 aveva fatto parte della categoria International, è stato declassato a WTA 125s. L'edizione del 2020 non fu disputata a causa della pandemia di COVID-19.
Nel maschile sono i padroni di casa a detenere i record di titoli vinti per disciplina, sia nel singolare con i 4 titoli di Magnus Gustafsson che nel doppio con i sette trofei di Jonas Björkman. Invece nel femminile sono in molte a condividere il primato, avendo vinto due titoli singolare Thelma Coyne Long, Christina Sandberg, Peaches Bartkowicz, Sue Barker, Lena Sandin, Virginia Ruzici, Sandra Cecchini, e Polona Hercog. Nel doppio femminile sono solo in due a dividere il record di tre titoli vinti, due dei quali in coppia, Mercedes Paz e Tine Scheuer-Larsen.

## Finali passate

### Singolare maschile
| Anno | Campione                              | Finalista                             | Punteggio                             |
| ---- | ------------------------------------- | ------------------------------------- | ------------------------------------- |
| 1948 | Eric Sturgess (1)                     | Enrique Morea                         | 6–2, 7–5, 6–4                         |
| 1949 | Eric Sturgess (2)                     | Torsten Johansson                     | 6–1, 6–0, 6–4                         |
| 1950 | Eric Sturgess (3)                     | Torsten Johansson                     | 6–1, 6–0, 6–4                         |
| 1951 | Felicisimo Ampon                      | Raymundo Deyro                        | 9–7, 6–0, 6–1                         |
| 1952 | Budge Patty (1)                       | Mervyn Rose                           | 6–4, 6–3, 4–6, 6–3                    |
| 1953 | Budge Patty (2)                       | Sven Davidson                         | 6–4, 7–5, 6–8, 6–4                    |
| 1954 | Budge Patty (3)                       | Rex Hartwig                           | 7–5, 2–6, 3–6, 8–6, 6–4               |
| 1955 | Ham Richardson                        | Mervyn Rose                           | 4–6, 6–2, 6–4, 6–2                    |
| 1956 | Ken Rosewall                          | Kurt Nielsen                          | 7–5, 6–3, 6–1                         |
| 1957 | Ulf Schmidt (1)                       | Sven Davidson                         | 4–6, 6–4, 6–3, 6–3                    |
| 1958 | Ashley Cooper                         | Mervyn Rose                           | 2–6, 2–6, 6–3, 6–4, 6–3               |
| 1959 | Luis Ayala (1)                        | Ramanathan Krishnan                   | 6–1, 6–1, 5–7, 6–1                    |
| 1960 | Luis Ayala (2)                        | Ramanathan Krishnan                   | 6–1, 6–0, 6–4                         |
| 1961 | Ulf Schmidt (2)                       | Neale Fraser                          | 6–3, 6–4, 7–5                         |
| 1962 | Manuel Santana (1)                    | Jan-Erik Lundquist                    | 4–6, 5–7, 6–4, 7–5, 6–3               |
| 1963 | Jan-Erik Lundquist                    | Boro Jovanović                        | 6–4, 7–5, 6–4                         |
| 1964 | Roy Emerson                           | Nikola Pilić                          | 1–6, 7–5, 6–1, 6–2                    |
| 1965 | Manuel Santana (2)                    | Roy Emerson                           | 6–1, 6–1, 6–4                         |
| 1966 | Aleksandre Met'reveli                 | Manuel Santana                        | 3–6, 2–6, 6–1, 7–5, 6–4               |
| 1967 | Martin Mulligan (1)                   | Emerson, Lundquist, Okker             | Round Robin                           |
| 1968 | Martin Mulligan (2)                   | Ion Țiriac                            | 8–6, 6–4, 6–4                         |
| 1969 | Manuel Santana (3)                    | Ion Țiriac                            | 8–6, 6–4, 6–1                         |
| 1970 | Dick Crealy                           | Georges Goven                         | 6–3, 6–1, 6–1                         |
| 1971 | Ilie Năstase                          | Jan Leschly                           | 6–7, 6–2, 6–1, 6–4                    |
| 1972 | Manuel Orantes (1)                    | Ilie Năstase                          | 6–4, 6–3, 6–1                         |
| 1973 | Stan Smith                            | Manuel Orantes                        | 6–4, 6–2, 7–6                         |
| 1974 | Björn Borg (1)                        | Adriano Panatta                       | 6–3, 6–0, 6–7, 6–3                    |
| 1975 | Manuel Orantes (2)                    | José Higueras                         | 6–0, 6–3                              |
| 1976 | Antonio Zugarelli                     | Corrado Barazzutti                    | 4–6, 7–5, 6–2                         |
| 1977 | Corrado Barazzutti                    | Balázs Taróczy                        | 7–6, 6–7, 6–2                         |
| 1978 | Björn Borg (2)                        | Corrado Barazzutti                    | 6–1, 6–2                              |
| 1979 | Björn Borg (3)                        | Balázs Taróczy                        | 6–1, 7–5                              |
| 1980 | Balázs Taróczy                        | Tony Giammalva                        | 6–3, 3–6, 7–6                         |
| 1981 | Thierry Tulasne                       | Anders Järryd                         | 6–2, 6–3                              |
| 1982 | Mats Wilander (1)                     | Henrik Sundström                      | 6–4, 6–4                              |
| 1983 | Mats Wilander (2)                     | Anders Järryd                         | 6–1, 6–2                              |
| 1984 | Henrik Sundström                      | Anders Järryd                         | 3–6, 7–5, 6–3                         |
| 1985 | Mats Wilander (3)                     | Stefan Edberg                         | 6–1, 6–0                              |
| 1986 | Emilio Sánchez                        | Mats Wilander                         | 7–6, 4–6, 6–4                         |
| 1987 | Joakim Nyström                        | Stefan Edberg                         | 4–6, 6–0, 6–3                         |
| 1988 | Marcelo Filippini                     | Francesco Cancellotti                 | 2–6, 6–4, 6–4                         |
| 1989 | Paolo Canè                            | Bruno Orešar                          | 7–6, 7–6                              |
| 1990 | Richard Fromberg                      | Magnus Larsson                        | 6–2, 7–6                              |
| 1991 | Magnus Gustafsson (1)                 | Alberto Mancini                       | 6–1, 6–2                              |
| 1992 | Magnus Gustafsson (2)                 | Tomás Carbonell                       | 5–7, 7–5, 6–4                         |
| 1993 | Horst Skoff                           | Ronald Agénor                         | 7–5, 1–6, 6–0                         |
| 1994 | Bernd Karbacher                       | Horst Skoff                           | 6–4, 6–3                              |
| 1995 | Fernando Meligeni                     | Christian Ruud                        | 6–4, 6–4                              |
| 1996 | Magnus Gustafsson (3)                 | Andrij Medvedjev                      | 6–1, 6–3                              |
| 1997 | Magnus Norman (1)                     | Juan Antonio Marín                    | 7–5, 6–2                              |
| 1998 | Magnus Gustafsson (4)                 | Andrij Medvedjev                      | 6–2, 6–3                              |
| 1999 | Juan Antonio Marín                    | Andreas Vinciguerra                   | 6–3, 7–6(4)                           |
| 2000 | Magnus Norman (2)                     | Andreas Vinciguerra                   | 6–1, 7–6(6)                           |
| 2001 | Andrea Gaudenzi                       | Bohdan Ulihrach                       | 7–5, 6–3                              |
| 2002 | Carlos Moyá                           | Younes El Aynaoui                     | 6–3, 2–6, 7–5                         |
| 2003 | Mariano Zabaleta (1)                  | Nicolás Lapentti                      | 6–3, 6–4                              |
| 2004 | Mariano Zabaleta (2)                  | Gastón Gaudio                         | 6–1, 4–6, 7–6(4)                      |
| 2005 | Rafael Nadal                          | Tomáš Berdych                         | 2–6, 6–2, 6–4                         |
| 2006 | Tommy Robredo (1)                     | Nikolaj Davydenko                     | 6–2, 6–1                              |
| 2007 | David Ferrer (1)                      | Nicolás Almagro                       | 6–1, 6–2                              |
| 2008 | Tommy Robredo (2)                     | Tomáš Berdych                         | 6–4, 6–1                              |
| 2009 | Robin Söderling (1)                   | Juan Mónaco                           | 6–3, 7–6(4)                           |
| 2010 | Nicolás Almagro                       | Robin Söderling                       | 7–5, 3–6, 6–2                         |
| 2011 | Robin Söderling (2)                   | David Ferrer                          | 6–2, 6–2                              |
| 2012 | David Ferrer (2)                      | Nicolás Almagro                       | 6–2, 6–2                              |
| 2013 | Carlos Berlocq                        | Fernando Verdasco                     | 7–5, 6–1                              |
| 2014 | Pablo Cuevas                          | João Sousa                            | 6–2, 6–1                              |
| 2015 | Benoît Paire                          | Tommy Robredo                         | 7–6(7), 6–3                           |
| 2016 | Albert Ramos Viñolas                  | Fernando Verdasco                     | 6–3, 6–4                              |
| 2017 | David Ferrer (3)                      | Aleksandr Dolhopolov                  | 6–4, 6–4                              |
| 2018 | Fabio Fognini                         | Richard Gasquet                       | 6–3, 3–6, 6–1                         |
| 2019 | Nicolás Jarry                         | Juan Ignacio Londero                  | 7–6(7), 6–4                           |
| 2020 | Annullato per pandemia di Coronavirus | Annullato per pandemia di Coronavirus | Annullato per pandemia di Coronavirus |
| 2021 | Casper Ruud                           | Federico Coria                        | 6–3, 6–3                              |
| 2022 | Francisco Cerúndolo                   | Sebastián Báez                        | 7–6(4), 6–2                           |
| 2023 | Andrej Rublëv                         | Casper Ruud                           | 7–6(3), 6–0                           |
| 2024 | Nuno Borges                           | Rafael Nadal                          | 6–3, 6–2                              |
| 2025 | Luciano Darderi                       | Jesper de Jong                        | 6-4, 3-6, 6-3                         |

### Doppio maschile
| Anno       | Campione                               | Finalista                             | Punteggio                             |
| ---------- | -------------------------------------- | ------------------------------------- | ------------------------------------- |
| 1948       | Lennart Bergelin (1) Torsten Johansson | Jack Harper Eric Sturgess             | 7–5, 3–6, 6–4, 6–3                    |
| 1949       | Eustace Frannin Eric Sturgess (1)      | Torsten Johansson George Worthington  | 2–6, 6–4, 3–6, 6–1, 6–4               |
| 1950       | Jaroslav Drobný Eric Sturgess (2)      | Lennart Bergelin Sven Davidson        | 6–2, 6–2, 6–2                         |
| 1951       | Lennart Bergelin (2) Sven Davidson     | Felicisimo Ampon Cesar Carmona        |                                       |
| 1952       | Budge Patty Mervyn Rose (1)            | Sven Davidson Torsten Johansson       | 7–5, 6–2, 9–7                         |
| 1953- 1957 | Non disputato                          | Non disputato                         | Non disputato                         |
| 1958       | Ashley Cooper Mervyn Rose (2)          | Francisco Contreras Mario Llamas      |                                       |
| 1959       | Non disputato                          | Non disputato                         | Non disputato                         |
| 1960       | Jan-Erik Lundqvist Ulf Schmidt         | Chuck McKinley Hugh Stewart           | 7–5, 9–7, 2–6, 6–1                    |
| 1961       | Luis Ayala Neale Fraser                | Torsten Johansson Christian Kuhnke    |                                       |
| 1962       | Roy Emerson (1) Ramanathan Krishnan    | Rafael Osuna Manuel Santana           | 6–3, 3–6, 6–2, 9–7                    |
| 1963       | Chuck McKinley Dennis Ralston          | Jan-Erik Lundqvist Ulf Schmidt        | 6–4, 6–3, 6–0                         |
| 1964       | Boro Jovanović Nikola Pilić (1)        | Jan Leschly Jørgen Ulrich             | w/o?                                  |
| 1965       | Roy Emerson (2) Fred Stolle            | Luis Arilla Manuel Santana            | 6–3, 6–8, 6–4, 6–2                    |
| 1966- 1967 | Non disputato                          | Non disputato                         | Non disputato                         |
| 1968       | Arthur Ashe Clark Graebner             | Manuel Orantes Manuel Santana         | 7–5, 6–3                              |
| 1969       | Ilie Năstase (1) Ion Țiriac (1)        | Manuel Orantes Manuel Santana         | 6–3, 6–4                              |
| 1970       | Dick Crealy Allan Stone                | Željko Franulović Jan Kodeš           | 6–2, 2–6, 12–10                       |
| 1971       | Ilie Năstase (2) Ion Țiriac (2)        | Jaime Pinto-Bravo Butch Seewagen      | 7–6, 6–1                              |
| 1972       | Juan Gisbert Manuel Orantes            | Neale Fraser Ilie Năstase             | 6–3, 7–6                              |
| 1973       | Nikola Pilić (2) Stan Smith            | Bob Carmichael Frew McMillan          | 2–6, 6–4, 6–4                         |
| 1974       | Paolo Bertolucci Adriano Panatta       | Ove Nils Bengtson Björn Borg          | 6–3, 2–6, 6–3                         |
| 1975       | Ove Nils Bengtson Björn Borg           | Juan Gisbert Manuel Orantes           | 7–6, 7–5                              |
| 1976       | Fred McNair Sherwood Stewart           | Wojciech Fibak Juan Gisbert           | 6–3, 6–4                              |
| 1977       | Mark Edmondson (1) John Marks          | Jean-Louis Haillet François Jauffret  | 6–4, 6–0                              |
| 1978       | Bob Carmichael Mark Edmondson (2)      | Peter Szoke Balázs Taróczy            | 7–5, 6–4                              |
| 1979       | Heinz Günthardt (1) Bob Hewitt         | Mark Edmondson John Marks             | 6–2, 6–2                              |
| 1980       | Heinz Günthardt (2) Markus Günthardt   | John Feaver Peter McNamara            | 6–4, 6–4                              |
| 1981       | Mark Edmondson (3) John Fitzgerald     | Anders Järryd Hans Simonsson          | 2–6, 7–5, 6–0                         |
| 1982       | Anders Järryd (1) Hans Simonsson       | Joakim Nyström Mats Wilander          | 0–6, 6–3, 7–6                         |
| 1983       | Joakim Nyström Mats Wilander           | Anders Järryd Hans Simonsson          | 1–6, 7–6, 7–6                         |
| 1984       | Jan Gunnarsson Michael Mortensen       | Juan Avendaño Fernando Roese          | 6–0, 6–0                              |
| 1985       | Stefan Edberg (1) Anders Järryd (2)    | Sergio Casal Emilio Sánchez           | 6–0, 7–6                              |
| 1986       | Sergio Casal Emilio Sánchez            | Craig Campbell Joey Rive              | 6–4, 6–2                              |
| 1987       | Stefan Edberg (2) Anders Järryd (3)    | Emilio Sánchez Javier Sánchez         | 7–6, 6–3                              |
| 1988       | Patrick Baur Udo Riglewski             | Stefan Edberg Nicklas Kroon           | 6–7, 6–1, 6–4                         |
| 1989       | Per Henricsson Nicklas Utgren          | Josef Čihák Karel Nováček             | 7–5, 6–2                              |
| 1990       | Ronnie Båthman (1) Rikard Bergh (1)    | Jan Gunnarsson Udo Riglewski          | 6–1, 6–4                              |
| 1991       | Ronnie Båthman (2) Rikard Bergh (2)    | Magnus Gustafsson Anders Järryd       | 6–4, 6–4                              |
| 1992       | Tomás Carbonell Christian Miniussi     | Christian Bergström Magnus Gustafsson | 6–4, 7–5                              |
| 1993       | Henrik Holm Anders Järryd (4)          | Brian Devening Tomas Nydahl           | 6–1, 3–6, 6–3                         |
| 1994       | Jan Apell (1) Jonas Björkman (1)       | Nicklas Kulti Mikael Tillström        | 6–2, 6–3                              |
| 1995       | Jan Apell (2) Jonas Björkman (2)       | Jon Ireland Andrew Kratzmann          | 6–3, 6–0                              |
| 1996       | David Ekerot Jeff Tarango (1)          | Joshua Eagle Peter Nyborg             | 6–4, 3–6, 6–4                         |
| 1997       | Nicklas Kulti (1) Mikael Tillström (1) | Magnus Gustafsson Magnus Larsson      | 6–0, 6–3                              |
| 1998       | Magnus Gustafsson Magnus Larsson       | Lan Bale Piet Norval                  | 6–4, 6–2                              |
| 1999       | David Adams Jeff Tarango (2)           | Nicklas Kulti Mikael Tillström        | 7–6(6), 6–4                           |
| 2000       | Nicklas Kulti (2) Mikael Tillström (2) | Andrea Gaudenzi Diego Nargiso         | 4–6, 6–2, 6–3                         |
| 2001       | Karsten Braasch Jens Knippschild       | Simon Aspelin Andrew Kratzmann        | 7–6(3), 4–6, 7–6(5)                   |
| 2002       | Jonas Björkman (3) Todd Woodbridge     | Paul Hanley Michael Hill              | 7–6(6), 6–4                           |
| 2003       | Simon Aspelin (1) Massimo Bertolini    | Lucas Arnold Ker Mariano Hood         | 6(3)–7, 6–0, 6–4                      |
| 2004       | Mahesh Bhupathi Jonas Björkman (4)     | Simon Aspelin Todd Perry              | 4–6, 7–6(2), 7–6(6)                   |
| 2005       | Jonas Björkman (5) Joachim Johansson   | José Acasuso Sebastián Prieto         | 6–2, 6–3                              |
| 2006       | Jonas Björkman (6) Thomas Johansson    | Christopher Kas Oliver Marach         | 6–3, 4–6, [10–4]                      |
| 2007       | Simon Aspelin (2) Julian Knowle        | Martín García Sebastián Prieto        | 6–2, 6–4                              |
| 2008       | Jonas Björkman (7) Robin Söderling     | Johan Brunström Jean-Julien Rojer     | 6–2, 6–2                              |
| 2009       | Jaroslav Levinský Filip Polášek        | Robert Lindstedt Robin Söderling      | 1–6, 6–3, [10–7]                      |
| 2010       | Robert Lindstedt (1) Horia Tecău (1)   | Andreas Seppi Simone Vagnozzi         | 6–4, 7–5                              |
| 2011       | Robert Lindstedt (2) Horia Tecău (2)   | Simon Aspelin Andreas Siljeström      | 6–3, 6–3                              |
| 2012       | Robert Lindstedt (3) Horia Tecău (3)   | Alexander Peya Bruno Soares           | 6–3, 7–6(5)                           |
| 2013       | Nicholas Monroe (1) Simon Stadler      | Carlos Berlocq Albert Ramos Viñolas   | 6–2, 3–6, [10–3]                      |
| 2014       | Johan Brunström Nicholas Monroe (2)    | Jérémy Chardy Oliver Marach           | 4–6, 7–6(5), [10–7]                   |
| 2015       | Jérémy Chardy Łukasz Kubot             | Juan Sebastián Cabal Robert Farah     | 6(8)–7, 6–3, [10–8]                   |
| 2016       | Marcel Granollers David Marrero        | Marcus Daniell Marcelo Demoliner      | 6–2, 6–3                              |
| 2017       | Julian Knowle Philipp Petzschner       | Sander Arends Matwé Middelkoop        | 6–2, 3–6, [10–7]                      |
| 2018       | Julio Peralta Horacio Zeballos         | Simone Bolelli Fabio Fognini          | 6–3, 6–4                              |
| 2019       | Sander Gillé Joran Vliegen             | Federico Delbonis Horacio Zeballos    | 6(5)–7, 7–5, [10–5]                   |
| 2020       | Annullato per pandemia di Coronavirus  | Annullato per pandemia di Coronavirus | Annullato per pandemia di Coronavirus |
| 2021       | Sander Arends David Pel                | Andre Begemann Albano Olivetti        | 6–4, 6–2                              |
| 2022       | Rafael Matos David Vega Hernández      | Simone Bolelli Fabio Fognini          | 6–4, 3–6, [13–11]                     |
| 2023       | Gonzalo Escobar Oleksandr Nedovjesov   | Francisco Cabral Rafael Matos         | 6–2, 6–2                              |
| 2024       | Orlando Luz Rafael Matos               | Manuel Guinard Grégoire Jacq          | 7–5, 6–4                              |
| 2025       | Guido Andreozzi Sander Arends          | Adam Pavlásek Jan Zieliński           | 6(4)-7, 7-5, [10-6]                   |

### Singolare femminile
| Anno       | Categoria                                | Campionessa                           | Finalista                             | Punteggio                             |
| ---------- | ---------------------------------------- | ------------------------------------- | ------------------------------------- | ------------------------------------- |
| 1948       | Tornei di tennis femminili               | Hilde Sperling                        | Jadwiga Jedrzejowska                  | 10–8, 0–6, 6–1                        |
| 1949       | Tornei di tennis femminili               | Thelma Coyne Long (1)                 | Hilde Sperling                        | 6–2, 6–3                              |
| 1950       | Tornei di tennis femminili               | Thelma Coyne Long (2)                 | Hilde Sperling (2)                    | 3–6, 6–3, 6–4                         |
| 1951       | Tornei di tennis femminili               | Nancye Wynne Bolton                   | Solveig Gustafsson                    | 6–3, 6–1                              |
| 1952       | Tornei di tennis femminili               | Hazel Redick-Smith                    | Julia Wipplinger                      | 6–3, 8–6                              |
| 1953       | Tornei di tennis femminili               | Maureen Connolly                      | Julia Sampson                         | 6–2, 1–6, 6–3                         |
| 1954       | Tornei di tennis femminili               | Birgit Gullbrandsson                  | Milly Vang Nielsen                    | 6–2, 6–2                              |
| 1955       | Tornei di tennis femminili               | Doris Hart                            | Ruth Kaufman                          | 6–3, 9–7                              |
| 1956       | Tornei di tennis femminili               | Angela Buxton                         | Birgit Gullbrandsson                  | 6–3, 3–6, 6–4                         |
| 1957       | Tornei di tennis femminili               | Shirley Bloomer                       | Yola Ramírez                          | 7–5, 6–4                              |
| 1958       | Tornei di tennis femminili               | Heather Segal                         | Karol Fageros                         | 2–6, 6–0, 6–0                         |
| 1959       | Tornei di tennis femminili               | Beverly Baker                         | Joan Johnson                          | 6–4, 6–1                              |
| 1960       | Tornei di tennis femminili               | Lea Pericoli                          | Silvana Lazzarino                     | 3–6, 7–5, 6–2                         |
| 1961       | Tornei di tennis femminili               | Belmar Gundersen                      | Ulla Lothberg                         | 6–1, 6–2                              |
| 1962       | Tornei di tennis femminili               | Maria Bueno                           | Ulla Sandulf                          | 6–2, 6–0                              |
| 1963       | Tornei di tennis femminili               | Edda Buding                           | Maria-Teresa Riedl                    | 6–1, 7–5                              |
| 1964       | Tornei di tennis femminili               | Donna Fales                           | Ulla Sandulf (2)                      | 6–3, 5–7, 6–3                         |
| 1965       | Tornei di tennis femminili               | Christina Sandberg (1)                | Leena Ahonen                          | 6–8, 6–4, 6–4                         |
| 1966       | Tornei di tennis femminili               | Christina Sandberg (2)                | Katarina Bartholdson                  | 6–4, 6–1                              |
| 1967       | Tornei di tennis femminili               | Francoise Dürr                        | Rosie Casals                          | 7–5, 2–6, 6–2                         |
| 1968       | Tornei di tennis femminili               | Julie Heldman                         | Kathy Harter                          | sospesa per pioggia                   |
| 1969       | Tornei di tennis femminili               | Peaches Bartkowicz (1)                | Christina Sandberg                    | 5–7, 6–4, 6–2                         |
| 1970       | Tornei di tennis femminili indipendenti  | Peaches Bartkowicz (2)                | Ingrid Löfdahl                        | 6–1, 6–1                              |
| 1971       | Women's International Grand Prix         | Helga Niessen Masthoff                | Ingrid Löfdahl (2)                    | 4–6, 6–1, 6–3                         |
| 1972       | Tornei ditennis femminili indipendenti   | Ingrid Löfdahl                        | Christina Sandberg                    | 2–6, 6–3, 8–6                         |
| 1973       | Tornei ditennis femminili indipendenti   | Glynis Coles                          | Christina Sandberg                    | 4–6, 6–3, 6–3                         |
| 1974       | Tornei ditennis femminili indipendenti   | Sue Barker (1)                        | Marijke Jansen                        | 6–1, 7–5                              |
| 1975       | Tornei ditennis femminili indipendenti   | Sue Barker (2)                        | Helga Niessen Masthoff                | 6–0, 6–4                              |
| 1976       | Tornei ditennis femminili indipendenti   | Renáta Tomanová                       | Helena Anliot                         | 6–3, 6–2                              |
| 1977       | Tornei ditennis femminili indipendenti   | Florența Mihai                        | Mary Struthers                        | 6–4, 6–4                              |
| 1978       | Tornei ditennis femminili indipendenti   | Elly Appel                            | Sylvia Hanika                         | 2–6, 6–4, 6–2                         |
| 1979       | Tornei ditennis femminili indipendenti   | Elisabeth Ekblom                      | Lena Sandin                           | 7–6(3), 6–3                           |
| 1980       | Tornei ditennis femminili indipendenti   | Virginia Ruzici (1)                   | Nina Bohm                             | 6–2, 7–5                              |
| 1981       | Tornei ditennis femminili indipendenti   | Lena Sandin (1)                       | Catrin Jexell                         | 6–2, 7–6(3)                           |
| 1982       | Tornei ditennis femminili indipendenti   | Lena Sandin (2)                       | Manuela Maleeva                       | 6–7, 7–5, 6–3                         |
| 1983       | Tornei ditennis femminili indipendenti   | Virginia Ruzici (2)                   | Carin Anderholm                       | 6–2, 6–3                              |
| 1986       | Tornei ditennis femminili indipendenti   | Anette Gulley                         | Carin Anderholm                       | 4–6, 6–4, 6–4                         |
| 1985       | Tornei ditennis femminili indipendenti   | Maria Lindström                       | Olga Votavova                         | 4–6, 6–3, 7–5                         |
| 1986       | Tornei ditennis femminili indipendenti   | Catarina Lindqvist                    | Catrin Jexell                         | 6–2, 6–0                              |
| 1987       | Virginia Slims World Championship Series | Sandra Cecchini (1)                   | Catarina Lindqvist                    | 6–4, 6–4                              |
| 1988       | Tier V                                   | Isabel Cueto                          | Sandra Cecchini                       | 7–5, 6–1                              |
| 1989       | Tier V                                   | Katerina Maleeva                      | Sabine Hack                           | 6–1, 6–3                              |
| 1990       | Tier V                                   | Sandra Cecchini (2)                   | Csilla Bartos                         | 6–1, 6–2                              |
| 1991- 2008 | Non disputato                            | Non disputato                         | Non disputato                         | Non disputato                         |
| 2009       | International                            | María José Martínez Sánchez           | Caroline Wozniacki                    | 7–5, 6–4                              |
| 2010       | International                            | Aravane Rezaï                         | Gisela Dulko                          | 6–3, 4–6, 6–4                         |
| 2011       | International                            | Polona Hercog (1)                     | Johanna Larsson                       | 6–4, 7–5                              |
| 2012       | International                            | Polona Hercog (2)                     | Mathilde Johansson                    | 0–6, 6–4, 7–5                         |
| 2013       | International                            | Serena Williams                       | Johanna Larsson (2)                   | 6–4, 6–1                              |
| 2014       | International                            | Mona Barthel                          | Chanelle Scheepers                    | 6–3, 7–6(3)                           |
| 2015       | International                            | Johanna Larsson                       | Mona Barthel                          | 6–3, 7–6(2)                           |
| 2016       | International                            | Laura Siegemund                       | Kateřina Siniaková                    | 7–5, 6–1                              |
| 2017       | International                            | Kateřina Siniaková                    | Caroline Wozniacki (2)                | 6–3, 6–4                              |
| 2018       | Non disputato                            | Non disputato                         | Non disputato                         | Non disputato                         |
| 2019       | WTA 125                                  | Misaki Doi                            | Danka Kovinić                         | 6–4, 6–4                              |
| 2020       | Annullato per pandemia di Coronavirus    | Annullato per pandemia di Coronavirus | Annullato per pandemia di Coronavirus | Annullato per pandemia di Coronavirus |
| 2021       | WTA 125                                  | Nuria Párrizas Díaz                   | Vol'ha Havarcova                      | 6–2, 6–2                              |
| 2022       | WTA 125                                  | Jang Su-jeong                         | Rebeka Masarova                       | 3–6, 6–3, 6–1                         |
| 2023       | WTA 125                                  | Olga Danilović                        | Emma Navarro                          | 7–6(4), 3–6, 6–3                      |
| 2024       | WTA 125                                  | Martina Trevisan                      | Ann Li                                | 6–2, 6–2                              |
| 2025       | WTA 125                                  | Elisabetta Cocciaretto                | Katarzyna Kawa                        | 6-3, 6-4                              |

### Doppio femminile
| Anno       | Categoria                                | Campionesse                                        | Finaliste                                          | Punteggio                             |
| ---------- | ---------------------------------------- | -------------------------------------------------- | -------------------------------------------------- | ------------------------------------- |
| 1948       | Tornei di tennis femminili               | Rita Anderson Barbara Scofield                     | Britt Carlgren Jadwiga Jędrzejowska                | 4–6, 6–0, 6–2                         |
| 1949       | Tornei di tennis femminili               | Joyce Fitch Thelma Coyne Long (1)                  | Birgit Gullbrandsson Hilde Sperling                | 6–1, 6–1                              |
| 1950       | Tornei di tennis femminili               | Mary Lagerborg Thelma Coyne Long (2)               | Rita Anderson Joan Curry                           | 6–3, 6–3                              |
| 1951       | Tornei di tennis femminili               | Birgit Gullbrandsson Hilde Sperling                | Nancye Wynne Bolton Clare Proctor                  | 6–4, 6–4                              |
| 1952       | Tornei di tennis femminili               | Marie Arni Solveig Gustafsson (1)                  | Hazel Redick-Smith Julia Whipplinger               | 6–4, 6–4                              |
| 1953       | Tornei di tennis femminili               | Maureen Connolly Julia Sampson                     | Birgit Gullbrandsson (2) Mary Lagerborg            | 6–1, 6–1                              |
| 1954       | Tornei di tennis femminili               | Harline Arni Solveig Gustafsson (2)                | Birgit Gullbrandsson (3) Mary Lagerborg (2)        | 1–6, 6–4, 6–3                         |
| 1955       | Non disputato                            | Non disputato                                      | Non disputato                                      | Non disputato                         |
| 1956       | Tornei di tennis femminili               | Angela Buxtons Milly Vang Nielsen                  | Gudrun Johnson Rosin Solveig Gustafsson            | 6–1, 6–2                              |
| 1957†      | Tornei di tennis femminili               | Yola Ramírez Rosie Reyes                           | Shirley Bloomer Solveig Gustafsson (2)             | 6–4, 4–6, 7–5                         |
| 1958       | Non disputato                            | Non disputato                                      | Non disputato                                      | Non disputato                         |
| 1959†      | Tornei di tennis femminili               | Joan Johnson Jeri Shepherd                         | Gudrun Johnson Rosin Solveig Gustafsson (3)        | 6–2, 3–6, 6–2                         |
| 1960†      | Tornei di tennis femminili               | Silvana Lazzarino Lea Pericoli                     | Maria Tort de Ayala Kaija Horsma                   | 6–4, 6–4                              |
| 1961       | Non disputato                            | Non disputato                                      | Non disputato                                      | Non disputato                         |
| 1962       | Tornei di tennis femminili               | Maria Bueno Carmen Coronado                        | Kaija Horsma (2) Gudrun Johnson Rosin (2)          | 6–2, 6–1                              |
| 1963       | Tornei di tennis femminili               | Edda Buding Maria Teresa Riedl                     | Katarina Bartholdson Gudrun Johnson Rosin (3)      | 6–3, 6–4                              |
| 1964       | Tornei di tennis femminili               | Donna Fales Christina Sandberg (1)                 | Eva Lundquist Ingrid Löfdahl                       | 6–2, 6–4                              |
| 1965       | Tornei di tennis femminili               | Liv Paldan Ulla Sandulf                            | Leena Ahonen Gudrun Johnson Rosin (4)              | 6–2, 6–4                              |
| 1966- 1967 | Non disputato                            | Non disputato                                      | Non disputato                                      | Non disputato                         |
| 1968       | Tornei di tennis femminili               | Eva Lundquist (1) Ol'ga Morozova                   | Kathleen Harter Julie Heldman                      | 6–0, 6–4                              |
| 1969†      | Tornei di tennis femminili               | Eva Lundquist (2) Peaches Bartkowicz (1)           | Christina Sandberg Margareta Strandberg            | 6–2, 6–4                              |
| 1970       | Tornei di tennis femminili indipendenti  | Ana María Arias Peaches Bartkowicz (2)             | Kathleen Harter (2) Eva Lundquist (2)              | 6–4, 6–4                              |
| 1971       | Women's International Grand Prix         | Helga Niessen Masthoff Heide Schildknecht          | Anna Maria Arias-Pinto Bravo Linda Tuero           | 6–2, 6–1                              |
| 1972       | Tornei di tennis femminili indipendenti  | Julie Anthony (1) Kathy Blake (1)                  | Ingrid Löfdahl-Bentzer Christina Sandberg          | 1–6, 6–4, 6–3                         |
| 1973       | Tornei di tennis femminili indipendenti  | Anna-Maria Pinto-Bravo Christina Sandberg (2)      | Sue Baker Glynis Coles                             | 1–6, 6–4, 6–3                         |
| 1974       | Tornei di tennis femminili indipendenti  | Sue Baker Glynis Coles                             | Fiorella Bonicell Anna-Maria Nasuelli              | 6–2, 6–0                              |
| 1975       | Tornei di tennis femminili indipendenti  | Janet Newberry Pam Teeguarden                      | Fiorella Bonicell Raquel Giscafré                  | 6–3, 6–3                              |
| 1976       | Tornei di tennis femminili indipendenti  | María-Isabel Fernández Mimi Wikstedt               | Lesley Hunt Renáta Tomanová                        | 6–1, 7–6                              |
| 1977       | Tornei di tennis femminili indipendenti  | Cynthia Doerner Raquel Giscafré                    | Helena Anliot Florența Mihai                       | 6–2, 7–5                              |
| 1978       | Tornei di tennis femminili indipendenti  | Betsy Nagelsen Renáta Tomanová                     | Nina Bohm Elisabeth Ekblom                         |                                       |
| 1979       | Non disputato                            | Non disputato                                      | Non disputato                                      | Non disputato                         |
| 1980       | Tornei di tennis femminili indipendenti  | Nina Bohm Elisabeth Ekblom                         | Helena Anliot Lena Sandin                          |                                       |
| 1981       | Tornei di tennis femminili indipendenti  | Julie Anthony (2) Kathy Blake (2)                  | Elisabeth Ekblom Lee Duk-hee                       | 6–3, 7–5                              |
| 1982       | Tornei di tennis femminili indipendenti  | Ewa Rozsavögyi Chris O’Neil                        | Helena Olsson Myriam Schropp                       | 6–2, 7–5                              |
| 1983       | Tornei di tennis femminili indipendenti  | Gabriela Dinu (1) Patrizia Murgo                   | Catarina Lindqvist Maria Lindström                 | 6–2, 4–6, 6–4                         |
| 1984       | Tornei di tennis femminili indipendenti  | Gabriela Dinu (2) Annette Gulley                   | Lea Antonopolis Caryn Wilson                       | 6–1, 6–4                              |
| 1985       | Non disputato                            | Non disputato                                      | Non disputato                                      | Non disputato                         |
| 1986       | Tornei di tennis femminili indipendenti  | Catarina Lindqvist Maria Lindström                 | Christina Singer Ellen Walliser                    | 6–3, 6–3                              |
| 1987       | Virginia Slims World Championship Series | Penny Barg Tine Scheuer-Larsen (1)                 | Sandra Cecchini Patricia Tarabini                  | 6–1, 6–2                              |
| 1988       | Tier V                                   | Sandra Cecchini Mercedes Paz (1)                   | Linda Ferrando Silvia La Fratta                    | 6–0, 6–2                              |
| 1989       | Tier V                                   | Mercedes Paz (2) Tine Scheuer-Larsen (2)           | Sabrina Goleš Katerina Maleeva                     | 6–2, 7–5                              |
| 1990       | Tier V                                   | Mercedes Paz (3) Tine Scheuer-Larsen (3)           | Carin Bakkum Nicole Jagerman                       | 6–3, 6–7, 6–2                         |
| 1991- 2008 | Non disputato                            | Non disputato                                      | Non disputato                                      | Non disputato                         |
| 2009       | International                            | Gisela Dulko (1) Flavia Pennetta (1)               | Nuria Llagostera Vives María José Martínez Sánchez | 6–2, 0–6, [10–5]                      |
| 2010       | International                            | Gisela Dulko (2) Flavia Pennetta (2)               | Renata Voráčová Barbora Záhlavová-Strýcová         | 7–6(0), 6–0                           |
| 2011       | International                            | Lourdes Domínguez Lino María José Martínez Sánchez | Nuria Llagostera Vives (2) Arantxa Parra Santonja  | 6–3, 6–3                              |
| 2012       | International                            | Catalina Castaño Mariana Duque Mariño              | Eva Hrdinová Mervana Jugić-Salkić                  | 4–6, 7–5, [10–5]                      |
| 2013       | International                            | Anabel Medina Garrigues Klára Zakopalová           | Alexandra Dulgheru Flavia Pennetta                 | 6–1, 6–4                              |
| 2014       | International                            | Andreja Klepač María Teresa Torró Flor             | Jocelyn Rae Anna Smith                             | 6–1, 6–1                              |
| 2015       | International                            | Kiki Bertens Johanna Larsson                       | Tatjana Maria Ol'ga Savčuk                         | 7–5, 6–4                              |
| 2016       | International                            | Andreea Mitu Alicja Rosolska                       | Lesley Kerkhove Lidzija Marozava                   | 6–3, 7–5                              |
| 2017       | International                            | Quirine Lemoine Arantxa Rus                        | María Irigoyen Barbora Krejčíková                  | 3–6, 6–3, [10–8]                      |
| 2018       | Non disputato                            | Non disputato                                      | Non disputato                                      | Non disputato                         |
| 2019       | WTA 125                                  | Misaki Doi Natal'ja Vichljanceva                   | Alexa Guarachi Danka Kovinić                       | 7–5, 6(4)–7, [10–7]                   |
| 2020       | Annullato per pandemia di Coronavirus    | Annullato per pandemia di Coronavirus              | Annullato per pandemia di Coronavirus              | Annullato per pandemia di Coronavirus |
| 2021       | WTA 125                                  | Mirjam Björklund Leonie Küng                       | Tereza Mihalíková Kamilla Rachimova                | 5–7, 6–3, [10–5]                      |
| 2022       | WTA 125                                  | Misaki Doi (2) Rebecca Peterson                    | Mihaela Buzărnescu Irina Chromačëva                | w/o                                   |
| 2023       | WTA 125                                  | Irina Chromačëva Panna Udvardy                     | Eri Hozumi Jang Su-jeong                           | 4–6, 6–3, [10–5]                      |
| 2024       | WTA 125                                  | Peangtarn Plipuech Tsao Chia-yi                    | María Carlé Julia Riera                            | 7–5, 6–3                              |
| 2025       | WTA 125                                  | Jesika Malečková Miriam Škoch                      | Irene Burillo Berfu Cengiz                         | 6-4, 6-3                              |

† Edizioni non riportate sul sito ufficiale del torneo

## Record

### Singolare maschile

#### Maggior numero di titoli in singolare
Di seguito i tennisti vincitori di almeno due edizioni del torneo in singolare.
| Tennista          | Vittorie | Edizioni               |
| ----------------- | -------- | ---------------------- |
| Magnus Gustafsson | 4        | 1991, 1992, 1996, 1998 |
| Eric Sturgess     | 3        | 1948, 1949, 1950       |
| Budge Patty       | 3        | 1952, 1953, 1954       |
| Manuel Santana    | 3        | 1962, 1965, 1969       |
| Björn Borg        | 3        | 1974, 1978, 1979       |
| Mats Wilander     | 3        | 1982, 1983, 1985       |
| Luis Ayala        | 2        | 1959, 1960             |
| Ulf Schmidt       | 2        | 1957, 1961             |
| Martin Mulligan   | 2        | 1967, 1968             |
| Manuel Orantes    | 2        | 1972, 1975             |
| Magnus Norman     | 2        | 1997, 2000             |
| Mariano Zabaleta  | 2        | 2003, 2004             |
| Tommy Robredo     | 2        | 2006, 2008             |
| Robin Söderling   | 2        | 2009, 2011             |
| David Ferrer      | 2        | 2007, 2012             |

Maggior numero di successi in singolare per nazionalità
| Pos. | Nazione     | Titoli | Edizioni |
| ---- | ----------- | ------ | --- |
| 1    | Svezia      | 19     | 1957, 1961, 1963, 1974, 1978, 1979, 1982, 1983, 1984, 1985, 1987, 1991, 1992, 1996, 1997, 1998, 2000, 2009, 2011 |
| 2    | Spagna      | 15     | 1962, 1965, 1969, 1972, 1975, 1986, 2002, 2005, 2006, 2007, 2008, 2010, 2012, 2016, 2017                         |
| 3    | Italia      | 7      | 1968, 1976, 1977, 1989, 2001, 2018, 2025                                                                         |
| 4    | Australia   | 6      | 1956, 1958, 1964, 1967, 1970, 1990                                                                               |
| 5    | Stati Uniti | 5      | 1952, 1953, 1954, 1955, 1973                                                                                     |
| 6    | Argentina   | 4      | 2003, 2004, 2013, 2022                                                                                           |
| 7    | Sudafrica   | 3      | 1948, 1949, 1950                                                                                                 |
| 7    | Cile        | 3      | 1959, 1960, 2019                                                                                                 |
| 9    | Uruguay     | 2      | 1988, 2014 |
| 9    | Francia     | 2      | 1981, 2015 |
| 11   | Filippine   | 1      | 1951 |
| 11   | Georgia     | 1      | 1966 |
| 11   | Romania     | 1      | 1971 |
| 11   | Ungheria    | 1      | 1980 |
| 11   | Austria     | 1      | 1993 |
| 11   | Germania    | 1      | 1994 |
| 11   | Brasile     | 1      | 1995 |
| 11   | Costa Rica  | 1      | 1999 |
| 11   | Norvegia    | 1      | 2021 |
| 11   | Russia      | 1      | 2023 |
| 11   | Portogallo  | 1      | 2024 |